# نهر أبو لحية
نهر أبو لحية أحد أنهار العراق القصيرة يقع في قضاء الشطرة بمدينة الناصرية مركز محافظة ذي قار، وتفرغ أهوار الفهود مياهها في هور الحمّار عن طريق هذا النهر (أبو لحية) وكذلك نهر العويسية.